# Khaled Al-Eid
Khaled Al-Eid est un cavalier de saut d'obstacles saoudien né le 2 janvier 1969. Il a remporté la médaille de bronze en individuel lors des Jeux olympiques d'été de 2000 à Sydney.